# Кримки (Звенигородський район)
Кри́мки (до 1861 року — хутір Михайлівка) — село в Україні, у Звенигородському районі Черкаської області. Центр Кримківської сільської ради. Село розташоване за 8 км від районного центру і залізничної станції Шпола. Населення — 720 чоловік.

## Населення

### Мова
Розподіл населення за рідною мовою за даними перепису 2001 року:
| Мова       | Кількість | Відсоток |
| ---------- | --------- | -------- |
| українська | 930       | 96.98%   |
| російська  | 22        | 2.28%    |
| вірменська | 3         | 0.32%    |
| румунська  | 3         | 0.32%    |
| гагаузька  | 1         | 0.10%    |
| Усього     | 959       | 100%     |

## Історія
На території села розташовані поселення черняхівської та трипільської культур.
За переказами, дорогою, що лежить через Кримки, їхала у XVIII столітті цариця Російської імперії Катерина II. Обабіч шляху й досі ростуть могутні липи, які за наказом князя Г. Потьомкіна були висаджені кріпаками. Липи викопували в лісах і разом із землею переносили та висаджували на узбіччі. (Див. «Алея липи дрібнолистої»).
У Німецько-радянській війні брало участь 279 жителів села; 230 з них нагороджено орденами і медалями. На честь загиблих односельчан встановлено пам'ятник і обеліск Слави. За високі трудові показники 114 колгоспників нагороджені орденами і медалями СРСР. Зокрема, бригадир рільничої бригади Г. С. Підлісний та коваль В. П. Кучеренко — орденом Леніна.

## Інфраструктура
У селі розміщувався колгосп ім XVII партійного з'їзду, який обробляв 1,8 тис. га землі (1,7 тис. га — орної). Допоміжні підприємства: механічна майстерня, вальцьовий млин.
Функціонує дев'ятирічна школа, будинок культури, фельшерсько-акушерський пункт та бібліотека.

## Особистості
- Павло Заблоцький-Десятовський (1814—1882) — український вчений.помер в с.Кримки Кіровоградської області
- Олександрівського району
- Перегон Іван Лаврентійович — вчений, селекціонер,кандидат сільськогосподарських наук, професор, наукова діяльність повязана з Асканією-Новою.
- Горянський Павло Ієрофійович — педагог, громадський діяч, публіцист, засновник і голова Ялтинської Громади Українців, голова Малої Ради українців Криму.
- В селі похований Герой Радянського Союзу Василь Іванович Прохоров (1919-1955 рр.) - воїн-зв'язківець, учасник форсування Дніпра (1943 р.)